# Elymus tauri
Elymus tauri är en gräsart som först beskrevs av Pierre Edmond Boissier och Bal., och fick sitt nu gällande namn av Aleksandre Melderis. Elymus tauri ingår i släktet elmar, och familjen gräs. Utöver nominatformen finns också underarten E. t. kosaninii.